# Волта-Локалита Продутива (Болоња)
Волта-Локалита Продутива (итал. Volta-Località Produttiva) је насеље у Италији у округу Болоња, региону Емилија-Ромања.
Према процени из 2011. у насељу је живело 4 становника. Насеље се налази на надморској висини од 26 м.